# قلیا

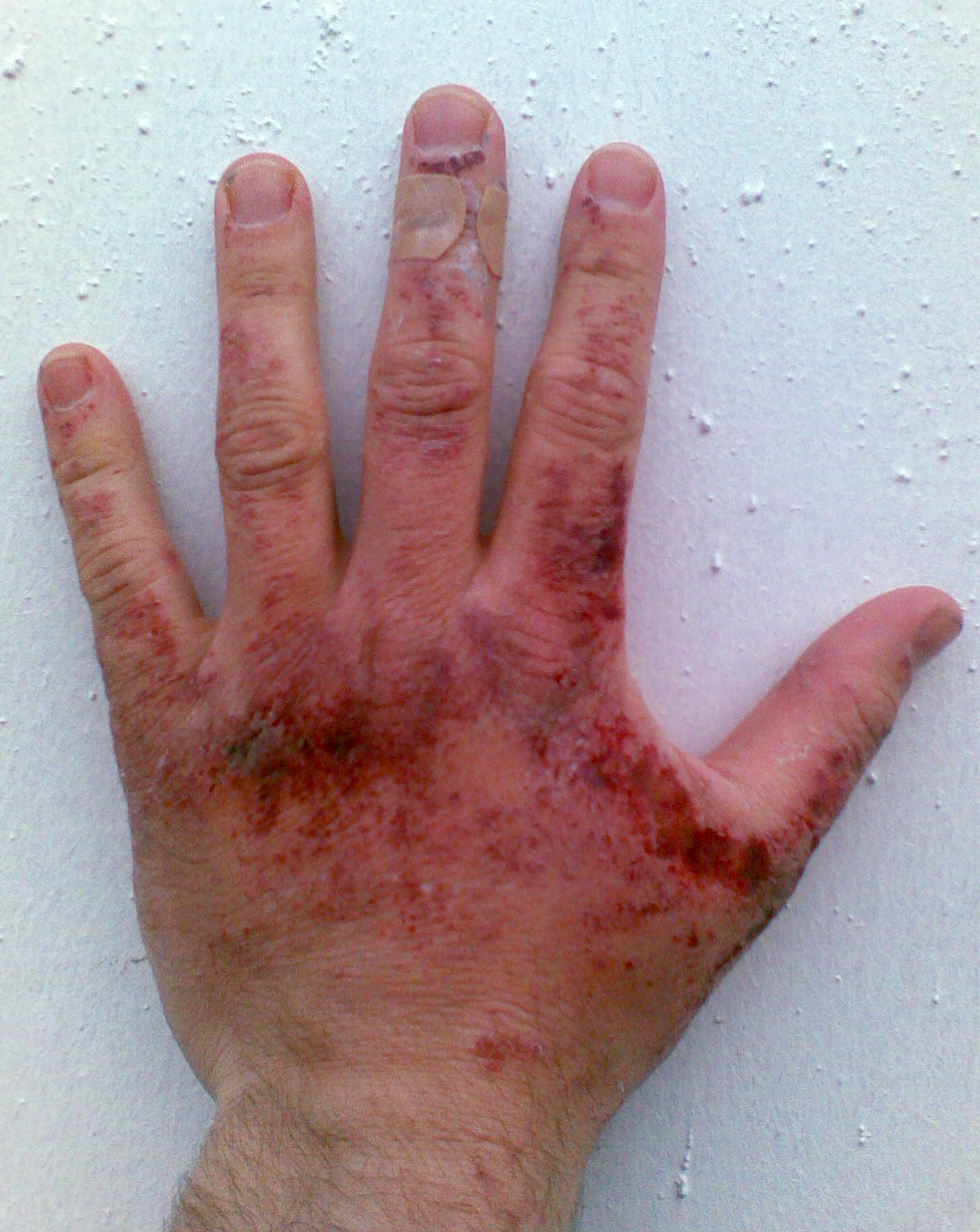
سوختگی شیمیایی ناشی از قرارگرفتن در معرض محلول هیدروکسید سدیم کمتر از ۱۰ درصد (از نظر وزنی). تصویر ۴۴ ساعت بعد از اتفاق گرفته شده‌است.

در شیمی، یک قلیا («خاکستر علف شورآب») نمکی یونی و بازی از عناصر شیمیایی فلزهای قلیایی یا فلزهای قلیایی خاکی است. قلیاها می‌توانند به‌صورت بازی که در آب حل می‌شوند نیز تعریف شوند. محلول یک باز انحلال‌پذیر دارای پی‌اچ بیشتر از ۷٫۰ است. صفت قلیایی در فارسی به‌عنوان هم‌معنایی برای بازی، مخصوصاً بازهای محلول در آب به‌کار می‌رود. این استفادهٔ گسترده از اصطلاح قلیایی احتمالاً به‌دلیل این است که قلیاها نخستین بازهای شناخته‌شده بودند که از تعریف باز آرنیوس پیروی می‌کردند، و هنوز هم در زمرهٔ رایج‌ترین بازها هستند. یون هیدروکسید با پروتون‌خواهی ۱۶۳۳٫۱ کیلوژول بر مول از قدرتمندترین بازهای شناخته‌شده‌است.

## نمک‌های قلیایی
نمک‌های قلیایی هیدروکسیدهای محلول فلزهای قلیایی و فلزهای قلیایی خاکی هستند، که نمونه‌های رایج آن از این قبیل هستند:
- سدیم هیدروکسید (NaOH) – اغلب به‌نام «سود سوزآور»
- پتاسیم هیدروکسید (KOH) – معمولاً به‌نام «پتاس سوزآور»
- قلیاب – اصطلاح عمومی برای هر دو نمک قبلی یا آمیختهٔ آن‌ها
- کلسیم هیدروکسید (Ca(OH)۲) – محلول سیرشدهٔ آن به‌نام «آب آهک»
- منیزیم هیدروکسید (Mg(OH)۲) – قلیای غیرمعمولی به‌دلیل انحلال‌پذیری کم در آب (اگرچه بخش محلول به‌دلیل تفکیک کامل یون‌هایش یک باز قوی در نظر گرفته می‌شود)

## تفاوت میان قلیا و باز
اصطلاحات «باز» و «قلیا»، منحصراً خارج از زمینهٔ شیمی و مهندسی شیمی، غالباً به‌جای یکدیگر استفاده می‌شوند.
تعاریف گوناگون ویژه‌تری برای مفهوم قلیا وجود دارند. قلیاها معمولاً به‌شکل زیرمجموعه‌ای از بازها طبقه‌بندی می‌شوند. یکی از دو زیرمجموعهٔ زیر عموماً انتخاب می‌شوند:
- یک نمک بازی از فلز قلیایی یا فلز قلیایی خاکی (این زیرمجموعه شامل Mg(OH)۲ می‌شود اما شامل NH۳ نمی‌شود)
- هر بازی که در آب محلول است و تشکیل یون هیدروکسید می‌دهد یا محلولی از یک باز در آب. (هم شامل Mg(OH)۲ و هم شامل NH۳ می‌شود)

زیرمجموعهٔ دوم بازها یک «باز آرنیوس» نیز نامیده می‌شود.

## خاک قلیایی
از خاک‌هایی با میزان پی‌اچ بیشتر از ۷٫۳ معمولاً به‌عنوان خاک‌های قلیایی یاد می‌کنند. این خاک‌ها به‌علت وجود نمک‌های قلیایی می‌توانند به‌طور طبیعی ایجاد شوند. با این‌که بسیاری از گیاهان، خاک کمی بازی را ترجیح می‌دهند (از جمله سبزیجاتی مانند کلم و چمن بوفالوی علوفه‌مانند)، بیشتر گیاهان خاک اسیدی ملایم (با پی‌اچ‌هایی بین ۶٫۰ و ۶٫۸) را ترجیح می‌دهند و خاک‌های قلیایی می‌توانند مشکلاتی را به‌وجود آورند.

## دریاچه‌های قلیایی
در دریاچه‌های قلیایی، تبخیر باعث غلیظ شدن نمک‌های کربنات طبیعی می‌شود که دریاچه‌ای قلیایی و غالباً نمکی را به‌وجود می‌آورد. دریاچهٔ تورکانا در کنیا مثالی برای این نوع دریاچه‌ها است.